# Eugeniusz Wilk
Eugeniusz Tadeusz Wilk (ur. 1950) – filmoznawca, medioznawca, kulturoznawca.
Prof. dr hab., kierownik Katedry Mediów Audiowizualnych w Instytucie Sztuk Audiowizualnych na Wydziale Zarządzania i Komunikacji Społecznej Uniwersytetu Jagiellońskiego.
Główne zainteresowania naukowe Eugeniusza Wilka to:
- badania nad syntaktyką i semantyką tekstu filmowego – opierając się z jednej strony na tezach francuskiej semiologii filmu (Metz), a z drugiej nawiązując do dorobku poznańskiej szkoły metodologicznej Eugeniusz Wilk stara się zaproponować własne rozwiązania w tym obszarze wiedzy
- refleksja nad pragmatyką (odbiorem i rozumieniem) przekazów audiowizualnych (teoria i metodologia badań, badania odwołujące się do tez generatywizmu oraz antropologii kulturowej – przede wszystkim antropologii kognitywnej)
- prace badawcze poświęcone problematyce kultury audiowizualnej: problematyka realizmu nowych mediów, proksemika i retoryka telewizji, komunikacja werbalna w przestrzeni audiowizualności, kształtowanie się nowych tożsamości.

Eugeniusz Wilk jest członkiem Prezydium Komitetu Nauk o Kulturze PAN, członkiem Komitetu Nauk o Sztuce PAN, redaktorem naczelnym Przeglądu Kulturoznawczego (pisma Komitetu Nauk o Kulturze PAN). Zasiada w radach naukowych kwartalników Kultura Współczesna i Kultura Popularna. Jest ekspertem Państwowej Komisji Akredytacyjnej. Należy do Polskiego Towarzystwa Kulturoznawczego i Polskiego Towarzystwa Estetycznego.

## Wybrane publikacje
Autor:
- O analizie semiotycznej dzieła filmowego (1984)
- Kompetencja audiowizualna. Zarys problematyki (1989)
- Nawigacje słowa. Strategie werbalne w przekazach audiowizualnych, Kraków 2000, Wydawnictwo Rabid, ISBN 83-912961-1-3

Redaktor prac zbiorowych:
- Methodology-Culture-Audiovisuality, Warszawa-Katowice 1998, Instytut Kultury, Wyd. "Śląsk".
- Przemoc ikoniczna, czy „nowa widzialność”? Katowice 2001, Wydawnictwo Uniwersytetu Śląskiego, ISBN 83-226-1075-0
- (red. z Iwoną Kolasińską-Pasterczyk) Nowa audiowizualność - nowy paradygmat kultury?, Kraków 2008, Wydawnictwo Uniwersytetu Jagiellońskiego, ISBN 978-83-233-2516-1

Artykuły naukowe:
- A Genealogy of Visibility (The Body in the Theatre of the Screen), edited by W. M. Osadnik and P. Fast (1999)
- Kulturoznawstwo a cultural studies. Pytania w perspektywie refleksji nad audiowizualnością, Kultura Współczesna 1999/2
- Nadzór a Internet. Kilka uwag o tożsamości w dobie komunikacji cyfrowej [w:] Piękno w sieci. Estetyka a nowe media, red. K. Wilkoszewska (1999)
- O reklamie. W poszukiwaniu metody opisu [w:] ibidem
- Presja widzialności. Rekonesans [w:] Przemoc ikoniczna, czy „nowa widzialność”? Katowice 2001
- Ekrany pisma, czy ekrany widzialności? [w:] Wiek ekranów, red. Andrzej Gwóźdź, Piotr Zawojski (2002)